# Haiti (wyspa)
Haiti (fr. Hispaniola, Haïti, hiszp. La Española, hait. Ispayola) – wyspa na Morzu Karaibskim, druga co do wielkości (po Kubie) wyspa Wielkich Antyli (76 192 km²). Terytorium wyspy zajmują dwa państwa – Haiti na zachodzie i Dominikana na wschodzie. Jest to najludniejsza wyspa Karaibów i całej Ameryki Północnej, w 2011 roku zamieszkana przez 20 180 000 osób.
Najwyższy szczyt – Pico Duarte 3098 m n.p.m., długość linii brzegowej – 3059 km.

## Toponimia
Do XIX wieku w języku polskim używano nazwy Hispaniola. Hispaniola to zlatynizowana wersja hiszpańskiej nazwy La Española, czyli „(Wyspa) Hiszpańska”, nadanej w 1492 podczas pierwszej wyprawy Kolumba. Później używano także nazw Santo Domingo i San Domingo. W wielu  językach nadal używa się nazwy Hispaniola.

## Historia

Podział polityczny wyspy

Wyspa odkryta w 1492 przez Kolumba, proklamowana została kolonią hiszpańską. Koloniści bezpośrednio lub pośrednio spowodowali wyginięcie rdzennej ludności – Indian z plemienia Tainów, a do prac na zakładanych plantacjach sprowadzili czarnoskórych niewolników z Afryki, w wyniku czego czarnoskórzy szybko stali się dominującą liczebnie grupą ludności. Do 1667 cała wyspa znajdowała się pod panowaniem hiszpańskim. W wyniku stopniowego podboju przez korsarzy francuskich w 1697 zachodnia część wyspy, jako Santo Domingo, znalazła się we władaniu Królestwa Francji. W 1791 pod wpływem rewolucji francuskiej wybuchły bunty niewolników. Po zniesieniu niewolnictwa powstańcy we francuskiej części wyspy proklamowali w 1801 niezależną republikę Haiti, a w 1803 pobili interwencyjne wojska Napoleona I Bonaparte złożone m.in. z oddziałów Legionów Polskich (ok. 6 tysięcy żołnierzy). Następnie powstańcy zaatakowali i zajęli hiszpańską część wyspy, która w konsekwencji w okresie 1821–1843/1844 znajdowała się pod haitańską okupacją i dopiero po powstaniu w 1844 roku proklamowała niepodległość (obecnie Dominikana).

## Polityka
Na wyspie położone są dwa państwa:
| Państwo    | Liczba ludności | Powierzchnia | Gęstość zaludnienia | Stolica        |
|            | (2008)          | (km²)        | (/km²)              |                |
| ---------- | --------------- | ------------ | ------------------- | -------------- |
| Haiti      | 8 925 000       | 27 750       | 321,6               | Port-au-Prince |
| Dominikana | 9 904 200       | 48 730       | 203,2               | Santo Domingo  |
| Razem:     | 18 829 200      | 76 480       | 246,2               |                |